# Notte rosa/Amantenova
Notte rosa/Amantenova è un singolo del cantautore italiano Umberto Tozzi, pubblicato su vinile a 45 giri nel 1981 e destinato al mercato tedesco.
Le due canzoni, scritte dallo stesso Tozzi e da Giancarlo Bigazzi, sono entrambe contenute nell'album Notte rosa, uscito nello stesso anno.
La versione di Notte rosa contenuta nel singolo ha una durata di 4:24 minuti, mentre quella inclusa nell'album con lo stesso titolo ha una durata di 7:36 minuti. Per questo brano è stato realizzato un videoclip.

## Tracce
1. Notte rosa – 4:24
2. Amantenova – 4:43